# Keratroides angulosus
Keratroides angulosus is een vlokreeftensoort uit de familie van de Talitridae. De wetenschappelijke naam van de soort is voor het eerst geldig gepubliceerd in 1979 door Friend.